# Jean Carondelet (chancelier)
Pour les articles homonymes, voir Carondelet.
Jean Carondelet, né en 1428 ou 1429 à Dole et mort le 2 mars 1502, est un Comtois au service des ducs de Bourgogne à partir du règne de Philippe le Bon ; de 1480 à 1496, il est chancelier de Flandre et de Bourgogne de la duchesse Marie, fille de Charles le Téméraire, de son époux Maximilien d'Autriche, régent, puis de Philippe le Beau.

## Biographie
Il naît alors que la maison de Valois-Bourgogne, issue de Philippe le Hardi, fils de Jean le Bon, a réuni un ensemble de fiefs situés en France ou dans le Saint-Empire : duché de Bourgogne, comté de Bourgogne, Pays-Bas bourguignons (duché de Brabant, comté de Flandre, comté de Hollande, etc.), formant ce qu'on appelle l'État bourguignon.

### Origines familiales et formation
Fils de Jean Carondelet et de Jeanne de Basan, il est issu d’une famille originaire de Bresse établie en Franche-Comté. Dole, où il naît, est la capitale du comté de Bourgogne,  Besançon étant une ville libre impériale.
Il fait de brillantes études de droit à l'université de Dole.

### Au service de Philippe le Bon

#### Premières missions en Franche-Comté
Philippe le Bon le nomme juge de Besançon, c’est-à-dire magistrat devant décider en appel des causes portées en première instance devant la mairie ou le vicomte. Il représente dans cette ville impériale le comte palatin de Bourgogne.
En 1457, il fait partie d’une commission chargée de rédiger les coutumes du comté. 

#### Missions aux Pays-Bas
Quelque temps après, Philippe le Bon l'appelle aux Pays-Bas et l’admet au nombre de ses maîtres des requêtes. 
Il lui confie plusieurs missions à Liège, où le prince-évêque Louis de Bourbon est en conflit avec la population de la cité et avec son chapitre. 
Il accompagne comme conseiller le fils du duc, Charles comte de Charolais, avec Guillaume Hugonet et prend part aux négociations de la paix de Conflans (5 octobre 1465).

### Au service de Charles le Téméraire (1467-1477)
Charles le Téméraire, devenu duc de Bourgogne en 1467, confirme Carondelet dans ses fonctions de conseiller et maître des requêtes. 
Après l’entrée du duc à Liège, au mois de novembre 1467, il l'envooie avec Olivier de la Marche et le secrétaire Bonesseau négocier avec les ducs de Bretagne et de Normandie. 
En avril 1468, il vient à Cambrai pour une rencontre des ambassadeurs de ces princes et du roi de France. 
L'année suivante, il traite avec le duc Sigismond d'Autriche à propos de l’acquisition du comté de Ferrette ; l’affaire ayant réussi, il prend, avec le marquis de Hochberg, Guillaume de la Baulme, Pierre de Hagenbach et Jean Poinsot, possession du comté au nom de Charles le Téméraire et reçoit le serment de fidélité des vassaux les 28, 29 et 30 juin 1469. Il rédige ensuite des mémoires sur la situation du pays de Ferrette pour le duc qui se trouve alors en Hollande. 
Au mois de décembre, il est envoyé auprès du roi Édouard IV. 
Revenu d'Angleterre le 16 janvier 1470, il est envoyé le 15 mars auprès de Louis XI avec Jean de Créquy et le secrétaire Meurin pour se plaindre des entreprises des officiers français, qui prétendent obliger les seigneurs du comté de Bourgogne possédant des fiefs en France à comparaître aux montres du ban et de l'arrière-ban sous peine de perdre leurs fiefs ; ils lui demandent aussi de s'expliquer sur la guerre qu'il aurait l'intention de faire au duc de Bretagne. 
Au mois d'octobre il part en Allemagne et en 1471 conclut aux côtés de l'évêque de Tournai et d’Arthus de Bourbon une alliance offensive avec Juan de Lucena, ambassadeur d’Isabelle de Castille et de Ferdinand II d'Aragon.

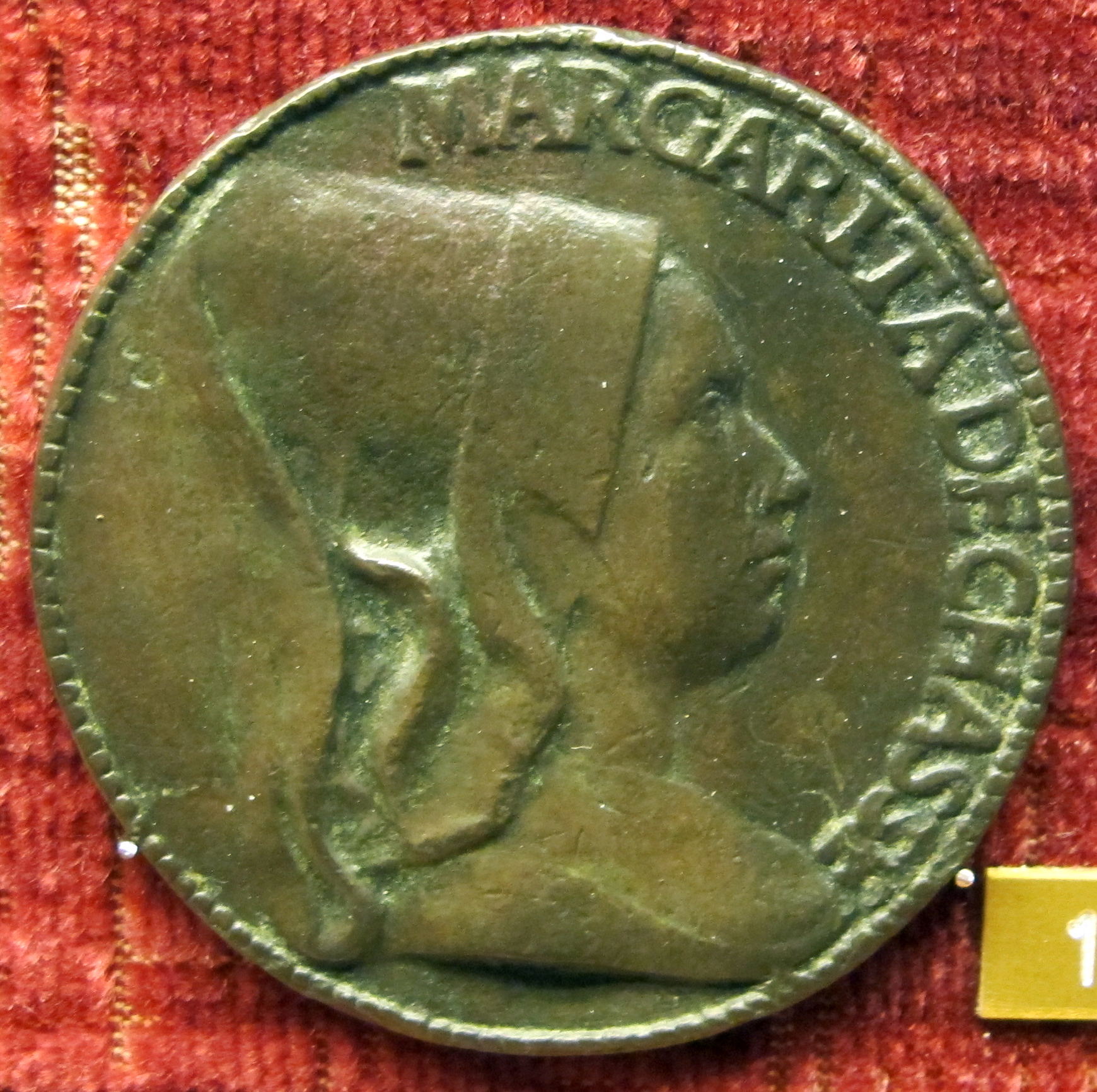
Son épouse Marguerite de Chassey

Pour faciliter la justice aux Pays-Bas, qui relève du Parlement de Bourgogne, Charles le Téméraire crée à Maline en décembre 1473 un Parlement des Pays-Bas dont Carondelet devint le premier président. 

### Au service de Marie de Bourgogne (1477-1482)
Ce parlement est supprimé en février 1477 après la mort du duc devant Nancy par la duchesse Marie, sa fille, sous la pression des états généraux de Gand. 
Il porta toujours, même après la suppression de ce parlement, le titre de président de Bourgogne comme le montrent plusieurs lettres-patentes des années 1473 et 1479. 
En août 1477, Marie épouse Maximilien d'Autriche ; leur fils Philippe naît en 1478, puis leur fille Marguerite en 1480.
Carondelet devient en 1480, après la mort de Guillaume Hugonet en 1477, chancelier de Bourgogne. 
La même année, il rachète à Antoine de Mortagne le château de Solre-sur-Sambre. 

### Au service de Maximilien
On raconte que l'archiduc Maximilien, veuf en 1482 et désormais régent des possessions de son fils, avait l'habitude de l'appeler le « bon chancelier ». 
En tant que chancelier, il s'oppose à l’influence de l’Église par plusieurs ordonnances : celles du 1er septembre 1484 et du 12 septembre 1485 interdisant la diffusion aux Pays-Bas des textes pontificaux et celle du 24 août 1486 empêchant la comparution des civils devant des tribunaux ecclésiastiques.
Il est capturé par les Brugeois et mis en prison le 14 février 1488 à la suite de Maximilien. Il est transféré à Gand et n'est libéré qu’à la fin de l’année suivante après le traité de Plessis-lez-Tours. 
En 1491, après le mariage de Charles VIII avec Anne de Bretagne, déjà mariée par procuration à Maximilien dont la fille devait épouser le roi de France, lors d’une entrevue avec des ambassadeurs français il leur répondit que « Le roi de France n'a pas plus respecté son propre honneur que celui du roi des Romains et de l'archiduchesse Marguerite dans l'outrage qu'il voudrait en vain justifier. La maison d'Autriche n'oubliera jamais cette injure, et elle saisira le temps et l'occasion d'en prendre une vengeance aussi éclatante que légitime ».

### Au service de Philippe le Beau (1493-1501)
En 1493, la régence de Maximilien en Bourgogne prend fin. 
Le duc Philippe le Beau maintient Carondelet dans la charge de chancelier jusqu'à la fin de 1496. 
Carondelet meurt à Malines le 2 mars 1501 et est inhumé dans l’église collégiale Notre-Dame de Dole.

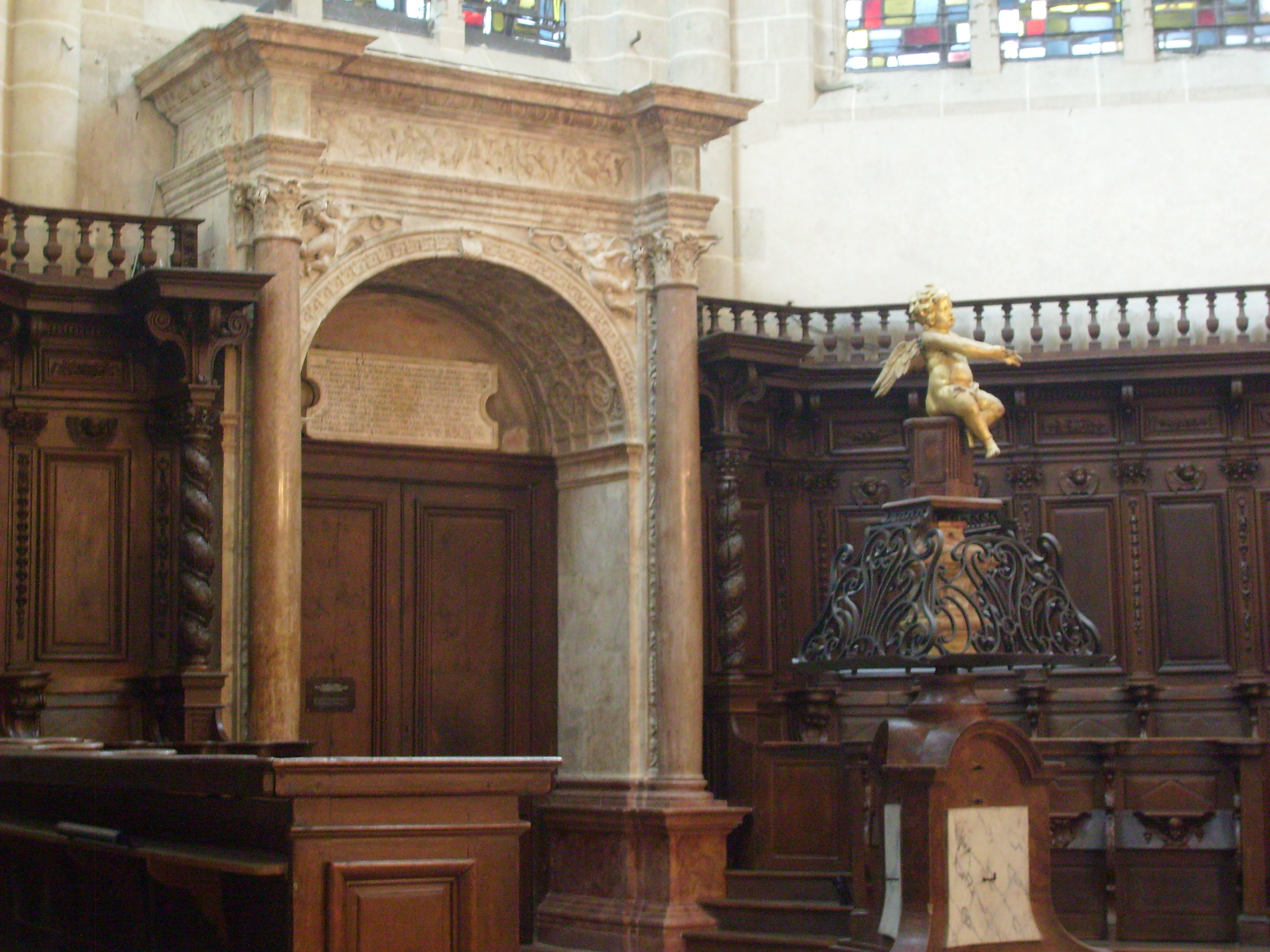
Tombeau du chancelier Carondelet transformé en porte vers la sacristie dans le chœur de la collégiale de Dole

## Mariage et descendance
Il avait épousé, en 1466 Marguerite de Chassey, dont il eut cinq filles et six fils, notamment :
- Claude, chef du conseil privé de Charles Quint,
- Jean, archevêque de Palerme,
- Ferry, ambassadeur et archidiacre de Besançon.